# Frey Wille
Frey Wille (Eigenschreibweise: FREYWILLE) ist ein Unternehmen, das Emailschmuck und Accessoires herstellt und weltweit vertreibt. Die Schmuckkollektionen werden von Künstlern entworfen und sind teils frei inspiriert, teils angelehnt an Werke anderer Künstler wie Gustav Klimt oder Claude Monet. Das Unternehmen wurde 1951 in der Gumpendorfer Straße 81 in Wien gegründet, wo bis heute Firmensitz und Produktionsstätte sind. Der ursprüngliche Firmenname lautete Wiener Emailmanufaktur Michaela Frey GmbH & Co. KG. Insgesamt beschäftigt das Unternehmen über 550 Mitarbeiter.

## Geschichte
Zum Zeitpunkt der Gründung des Unternehmens 1951 durch die Wiener Künstlerin Michaela Frey (verheiratete Aichberger) wurden hauptsächlich Ziergegenstände und Schmuck mit meist folkloristischen Motiven in einfacher Emailtechnik gefertigt. 
1970 trat der Jurist Friedrich Wille in das Unternehmen ein, der nach dem Tod Michaela Freys alleiniger Geschäftsführer wurde. 1980 holte er Simone Grünberger ins Unternehmen, eine Künstlerin der Wiener Akademie für Angewandte Kunst. Sie entwickelte die Emailfertigungstechnik weiter und leitete eine neue Designlinie ein. Diese Neuausrichtung wurde von einer Fokussierung des Unternehmens auf handgearbeiteten Emailschmuck begleitet. Später wurden Accessoires wie Seidentücher, Gürtelschnallen, Manschettenknöpfe, Taschen, Uhren, Krawatten und Schreibgeräte ins Sortiment aufgenommen. 
Ab den 1990er Jahren wurde stärker internationalisiert.

## Produkte
Frey Wille stellt Schmuckstücke in einem eigens entwickelten Feueremailverfahren her. Jedes Schmuckstück entsteht größtenteils in Handarbeit. Das Herzstück eines jeden Produktes ist das Email, in welchem 24 Karat Gold verarbeitet wird. Dazu kommt die Fassung, welche in 18 Karat Gold mit Brillanten oder 24 Karat vergoldet erhältlich ist. Zusätzlich werden Accessoires wie Seidentücher, Taschen, Uhren und Schreibgeräte verkauft. Außerdem gibt es eigene Herrenkollektionen, die aus Manschettenknöpfen, Krawatten und Gürtelschnallen bestehen.

## Logo
Das Unternehmenslogo von Frey Wille ist die geflügelte griechische Sphinx. 

## Standorte
Die Unternehmenszentrale von Frey Wille ist in Wien. Dort befinden sich die Designabteilung, die Produktion und die Versandabteilung. Das Netzwerk der Boutiquen erstreckt sich auf fast alle west-, mittel- und osteuropäischen Länder, Russland, die wichtigsten Schwellenländer im postsowjetischen Raum, den arabischen Raum, China, Nordamerika, sowie Kolumbien. Frey Wille vertreibt seine Produkte nur über seine Boutiquen und in Frankreich zusätzlich über Juweliere.